# Aktiv/Aktiv-Cluster
Ein Aktiv/Aktiv-Cluster ist ein Rechnerverbund bzw. Verteiltes System, in dem mehrere Rechner (auch als Clusterknoten bzw. Clusternodes bezeichnet) gleichzeitig aktiv sind. Aktiv/Aktiv-Cluster können etwa als Shared Nothing, Shared Storage bzw. Shared Disk, Shared Memory oder Shared Everything bzw. Shared All Architekturen ausgebildet werden. 
Computercluster werden neben der Verteilung der Rechenleistung auch u. a. zur Sicherstellung der Verfügbarkeit von diversen Ressourcen wie Netzwerke, Applikationen etc. verwendet.
Unter einer Aktiv/Aktiv-Konfiguration versteht man in diesem Zusammenhang, dass die so gesicherte Ressource, also zum Beispiel eine Datenbank, auf allen Clusterknoten aktiv ist. Wenn ein Knoten ausfällt, übernehmen die übrigen Knoten die Prozesse des ausgefallenen Knotens, es gibt praktisch keinerlei Ausfallzeiten, eventuell jedoch starke Einbußen in der Performance, da die gleiche Last nun von weniger Systemen übernommen werden muss.
Klarer Vorteil dieses Konzeptes ist, dass der Ausfall eines Knotens nur leistungsabhängige Auswirkungen auf die Verfügbarkeit des Clustersystems als Ganzes hat.
Hauptnachteil eines solchen Setups ist, dass die Ressource, anders als bei einer Aktiv/Passiv-Konfiguration, entweder direkt eine Aktiv/Aktiv-Konfiguration unterstützen oder mit teils hohem Aufwand an eine solche angepasst werden muss. 
Bei einer Aktiv/Passiv-Konfiguration hingegen können nahezu beliebige Ressourcen verfügbar gemacht werden.
Es gibt in Aktiv/Passiv-Clustern ebenfalls die Option des „Hot Standby“. 
Dies bedeutet, dass die Clusterressource auf allen Knoten aktiv ist und dass sie sofort nach Ausfall des Primärknotens übernommen werden kann, ohne dass der Prozess erst (langwierig) auf dem Sekundärsystem gestartet werden müsste. 
Die Failover-Zeit kann so stark minimiert werden. 
Da das Sekundärsystem hierbei jedoch immer noch redundant ausgelegt ist und keine Lastverteilung oder Ähnliches stattfindet, ist dieses Verfahren kein echtes Aktiv/Aktiv-Clustering.